# Jorge Linares
Jorge Luis Linares Palencia (* 22. August 1985 in Barinas) ist ein Profiboxer aus Venezuela, ehemaliger WBC-Weltmeister im Federgewicht, ehemaliger WBA-Weltmeister im Superfedergewicht und ehemaliger WBC-Weltmeister im Leichtgewicht, sowie ehemaliger WBA-Weltmeister im Leichtgewicht.
Seit 2002 lebt und trainiert er in Japan. Sein älterer Bruder ist der ehemalige Profiboxer Nelson Linares.

## Karriere
Als Amateur gewann er 89 von 94 Kämpfen und wurde Juniorenmeister von Venezuela der Jahre 1999 und 2001. 2002 zog er im Alter von 17 Jahren nach Tokio und startete seine Profikarriere unter dem Promoter Akihiko Honda von Teiken Boxing Promotions. Sein Debüt gewann er am 15. Dezember 2002 in Osaka durch K. o. in der ersten Runde. Er gewann seine ersten 27 Kämpfe in Japan, Venezuela, Panama, Argentinien und Südkorea, davon 18 vorzeitig. Darunter befand sich auch der ehemalige WBA-Weltmeister Hugo Soto.
In seinem 28. Profikampf am 21. Juli 2007 in Las Vegas, besiegte er Óscar Larios vorzeitig in der zehnten Runde und gewann damit auch die vakante WBC-Weltmeisterschaft im Federgewicht. Den Titel verteidigte er am 15. Dezember 2007 in Mexiko durch K. o. in der achten Runde gegen Gamaliel Díaz.
Gleich in seinem nächsten Kampf am 28. November 2008 in Panama, den er bereits im Superfedergewicht bestritt, sicherte er sich den vakanten WBA-Weltmeistertitel durch t.K.o. in der fünften Runde gegen Whyber Garcia. Auch hier gewann er seine erste Titelverteidigung am 27. Juni 2009 in Mexiko durch t.K.o. in der achten Runde gegen Josafat Perez. Seine zweite Titelverteidigung endete am 10. Oktober 2009 in Tokio mit einer t.K.o.-Niederlage in der ersten Runde gegen Juan Salgado.
2010 und 2011 gewann er seine vier Kämpfe gegen Francisco Lorenzo, Rocky Juarez, Jesús Chávez und Adrian Verdugo. Daraufhin boxte er am 15. Oktober 2011 in Los Angeles gegen Antonio DeMarco um den WBC-Weltmeistertitel im Leichtgewicht, unterlag dabei jedoch in der elften Runde. Auch seinen nächsten Kampf im März 2012 verlor er vorzeitig gegen Sergio Thompson.
Durch sechs folgende Siege gegen mittelmäßige Gegner, erhielt er einen erneuten WBC-Weltmeisterschaftskampf im Leichtgewicht und gewann dabei den vakanten Titel in Tokio durch einen K.-o.-Sieg in der vierten Runde gegen den Mexikaner Javier Prieto. Im Mai 2015 schlug er Kevin Mitchell vorzeitig in der zehnten Runde. Im Oktober 2015 besiegte er Ivan Cano vorzeitig. Im September 2016 besiegte er Anthony Crolla und gewann dessen WBA-Titel. Im März 2017 gewann er auch den Rückkampf gegen Crolla. Im September 2017 besiegte er Luke Campbell nach Punkten. Im Januar 2018 schlug er Mercito Gesta.
Im Mai 2018 verlor er vorzeitig gegen Wassyl Lomatschenko. Nach einem Sieg gegen Abner Cotto, verlor er im Januar 2019 gegen Pablo Cano.
Am 29. Mai 2021 verlor er beim Kampf um die WBC-Weltmeisterschaft im Leichtgewicht gegen Devin Haney.